# Perda de visão
Perda de visão é a perda ou diminuição grave e irreversível da função visual que não é corrigível com lentes ou cirurgia e que interfere com as tarefas do dia a dia. A perda visual pode ser súbita e grave ou ser o resultado de uma deterioração gradual, em que objetos a grande distância se tornam cada vez mais difíceis de ver. A condição causa à pessoa dificuldades em realizar atividades do dia a dia, como conduzir veículos, ler, socializar ou deslocar-se a pé. A deficiência visual engloba todas as condições em que existe comprometimento da visão. A Organização Mundial de Saúde classifica a deficiência visual em seis graus de acordo com a acuidade visual (AV) da pessoa. Quando a perda de visão é parcial denomina-se visão subnormal. A visão subnormal pode ser ligeira, moderada ou grave. Quando a perda de visão é total ou quase total denomina-se cegueira. A cegueira divide-se em cegueira profunda, quase total e total. A maior parte dos cegos possui alguma função visual e percebe luzes, sombras e movimento. Só uma pequena percentagem é que não possui qualquer sensação visual.
As causas mais comuns de perda visual são erros refrativos não corrigidos em tempo útil (43%), cataratas (33%) e glaucoma (2%). Os erros refrativos mais comuns são a miopia, hipermetropia, presbiopia e astigmatismo. As cataratas são a causa mais comum de cegueira. Entre outras possíveis doenças que causam perda visual estão a degeneração macular relacionada com a idade, retinopatia diabética, opacidade da córnea, cegueira infantil e diversas infeções. A perda visual pode ainda ser causada por problemas neurológicos na sequência de um acidente vascular cerebral, parto prematuro ou trauma, entre outros. Estes casos denominam-se deficiência visual cortical. O diagnóstico de perda visual baseia-se em exames oculares. O rastreio visual em crianças permite corrigir atempadamente os problemas de visão e inverter o insucesso escolar que daí resulta. No entanto, os benefícios do rastreio em adultos não são claros.
Estima-se que 80% dos casos de deficiência visual sejam evitáveis ou tratáveis. Nos casos evitáveis inclui-se a perda visual causada por cataratas, tracoma, oncocercose, glaucoma, retinopatia diabética e alguns casos de cegueira infantil. A muitas pessoas com perda visual profunda é recomendada a reabilitação funcional, alterações no ambiente e utilização de equipamentos auxiliares.
Em 2015 havia 940 milhões de pessoas em todo o mundo com algum grau de perda visual. Entre estas, havia 246 milhões com défice de visão e 39 milhões com cegueira. A maioria das pessoas com dificuldades de visão encontram-se nos países em vias de desenvolvimento e têm mais de 50 anos de idade. A prevalência de deficiência visual tem vindo a diminuir desde a década de 1990. A condição tem custos económicos elevados, derivados não só do custo do tratamento em si, como também da incapacidade para o trabalho. Algumas definições incluem pessoas com dificuldades de visão por não terem acesso a óculos ou lentes de contacto.

## Classificação

### Visão subnormal
Segundo a 10 ª Revisão da OMS de Classificação Estatística Internacional de Doenças, Lesões e Causas de Morte, a visão subnormal é definida como acuidade visual inferior a 20/60 (6/18), mas igual ou melhor que 20/200 (6/60), ou correspondente a perda de campo visual menor que 20 graus, no melhor olho com a melhor correção possível. A cegueira é definida como acuidade visual menor que 20/400 (6/120), ou correspondente a perda de campo visual menor que 10 graus, no melhor olho com a melhor correção possível.

### Cegueira
Cegueira é a condição de falta de percepção visual, devido a fatores fisiológicos ou neurológicos. Várias escalas têm sido desenvolvidas para descrever a extensão da perda de visão e definir a cegueira. Cegueira total é a completa falta de percepção visual de forma e luz e é clinicamente registrado como NLP, uma abreviação para "no light perception" (sem percepção de luz). Cegueira é frequentemente usada para descrever a deficiência visual grave, com visão residual. Aqueles descritos como tendo apenas percepção de luz têm apenas a capacidade de diferenciar o claro do escuro e a direção de uma fonte de luz.

## Sinais e sintomas
A cegueira é definida pela Organização Mundial de Saúde como visão menor que 20/500 no melhor olho de um pessoa ou campo visual inferior a 10 graus. Esta definição foi criada em 1972 e há uma discussão em curso sobre se ela deve ser alterada.
Deficiência visual é uma categoria que abrange pessoas cegas e com visão reduzida. Na definição pedagógica, a pessoa é cega, mesmo possuindo visão subnormal, quando necessita da instrução em braile; a pessoa com visão subnormal pode ler tipos impressos ampliados ou com auxílio de potentes recursos ópticos.
A definição clínica define como cego o indivíduo que apresenta acuidade visual menor que 0,1 (com a melhor correção no melhor olho) ou campo visual abaixo de 20 graus; como visão reduzida quem possui acuidade visual de 6/60 e 18/60 (escala métrica) e/ou um campo visual entre 20 e 50 graus, e sua visão não pode ser corrigida por tratamento clínico nem com óculos convencionais.

### Comorbilidades
Cegueira pode ocorrer diante de algumas condições tais como retardo mental, espectro autista, paralisia cerebral, surdez e epilepsia. Em um estudo com 228 crianças com deficiência visual na região metropolitana de Atlanta entre 1991 e 1993, 154 (68%) tinha uma deficiência adicional além da deficiência visual. Cegueira em combinação com a perda auditiva é conhecida como surdocegueira.

## Causas
Deficiência visual grave possui uma variedade de causas:

### Doenças

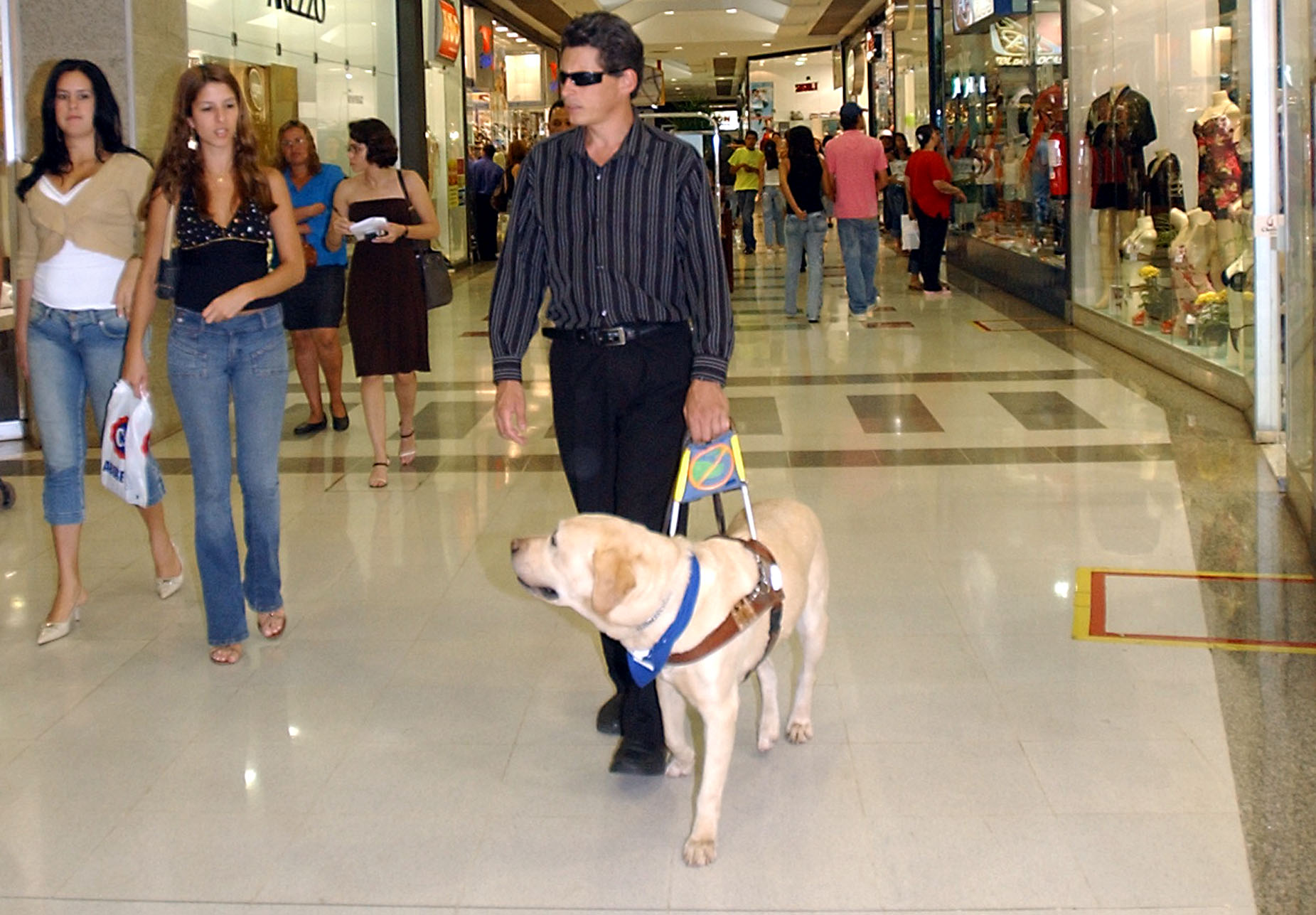
Um homem cego guiado por um cão-guia em Brasília, Brasil.

De acordo com estimativas da OMS, as causas mais comuns de cegueira em todo o mundo em 2002 foram:
1. cataratas (47,9%);
2. glaucoma (12,3%);
3. degeneração macular relacionada à idade (8,7%);
4. opacidade da córnea (5,1%);
5. retinopatia diabética (4,8%);
6. cegueira infantil (3,9%);
7. tracoma (3,6%);
8. oncocercose (0,8%);
9. Má alimentação.[23]

Em termos de prevalência mundial de cegueira, a um número muito maior de pessoas e maior probabilidade de serem afetadas em países em desenvolvimento, significa que as causas de cegueira nessas áreas são numericamente mais importantes. A catarata é responsável por mais de 22 milhões de casos de cegueira e glaucoma seis milhões, enquanto que a lepra e oncocercose cegam aproximadamente um milhão de indivíduos em todo o mundo. O número de indivíduos cegos por tracoma caiu drasticamente nos últimos 10 anos de seis para 1,3 milhões, colocando-o em sétimo lugar na lista de causas de cegueira no mundo. É estimado que a xeroftalmia afete cinco milhões de crianças a cada ano; 500 mil desenvolvem o envolvimento da córnea ativa, e metade destes tornam-se cegos. Ulceração da córnea central é também uma importante causa da cegueira monocular no mundo, o que representa uma estimativa de 850 mil casos de cegueira corneal todos os anos apenas na Índia. Como resultado, as cicatrizes corneanas por todas as causas agora são a quarta maior causa global da cegueira.
A degeneração macular relacionada à idade (DMRI) é uma doença degenerativa da retina que provoca uma perda progressiva da visão central e leva a cegueira. Atualmente é apontada como a causa mais comum de perda de visão nas pessoas acima de 55 anos. Segundo dados da Foundation Fighting Blindness, 10 milhões de pessoas nos EUA tem DMRI ou possuem risco considerável de desenvolver a doença. Estima-se que no ano de  2020, até 8 milhões de pessoas com 65 anos ou mais poderão apresentar DMRI. A taxa de acometimento pela DMRI aumenta com a idade.

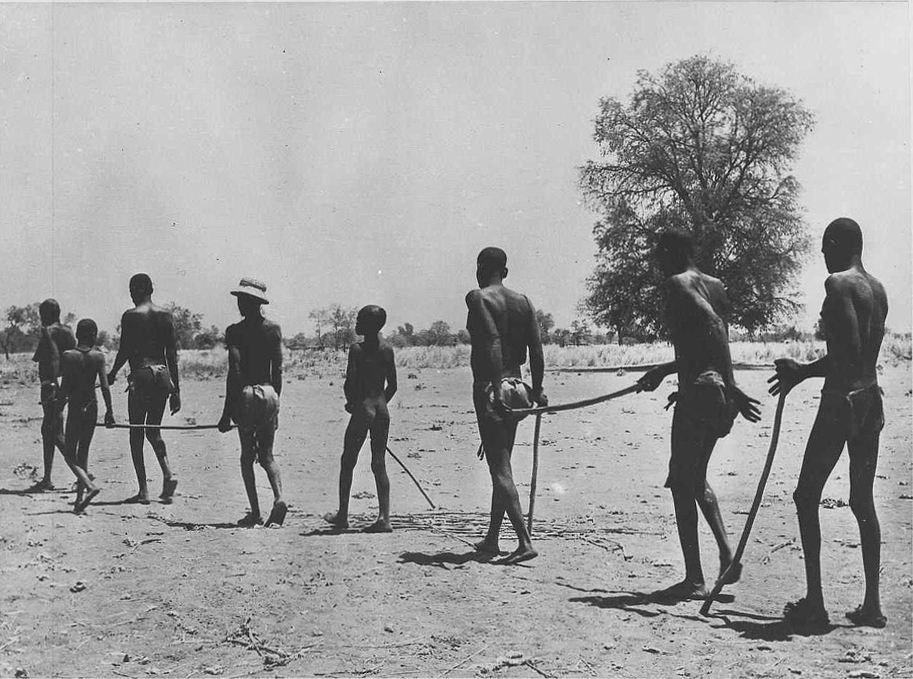
O fardo da oncocercose: crianças, conduzindo adultos na África.

Pessoas nos países em desenvolvimento são significativamente mais propensas a adquirir a deficiência visual como consequência de doenças tratáveis ou evitáveis do que suas contrapartes em países desenvolvidos. Enquanto a deficiência visual é mais comum em pessoas com mais de 60 anos de idade em todas as regiões, as crianças em comunidades mais pobres são mais propensas a serem afetadas do que seus pares mais ricos.
A ligação entre pobreza e deficiência visual tratável é mais evidente quando se realizam comparações regionais sobre a causa. A maioria dos adultos com deficiência visual na América do Norte e na Europa Ocidental tem como causa degeneração macular relacionada à idade e retinopatia diabética. Enquanto ambas as condições estão sujeitos a tratamento, nenhuma delas pode ser curada.
Nos países em desenvolvimento, onde as pessoas têm menor expectativa de vida, catarata e parasitas transmitidos pela água —ambas podem ser tratadas eficazmente— são na maioria das vezes os culpados. Em países desenvolvidos, onde doenças parasitárias são menos comuns e cirurgia de catarata é mais disponível, a degeneração macular relacionada à idade, glaucoma e retinopatia diabética são geralmente as principais causas da cegueira.
Cegueira infantil pode ser causada por condições relacionadas à gravidez, tais como a síndrome da rubéola congênita e retinopatia da prematuridade.

### Anormalidades e lesões

Reeducação de feridos. Soldados franceses cegos aprendem a fazerem cestas, Primeira Guerra Mundial.

Lesões nos olhos, na maioria das vezes ocorrem em pessoas com menos de 30, são a principal causa de cegueira monocular (perda de visão em um olho) em todo o Estados Unidos. Lesões e cataratas afetam o olho em si, enquanto anormalidades tais como hipoplasia do nervo óptico afetam o feixe nervoso que envia sinais do olho para trás do cérebro, que pode levar à diminuição da acuidade visual.
Pessoas com lesões no lóbulo occipital do cérebro podem, apesar de terem os olhos e nervos ópticos danificados, ainda serem legalmente ou totalmente cegos.

### Anomalias genéticas
Pessoas com albinismo têm frequentemente perda de visão e muitos são legalmente cegos, embora poucos deles realmente não possam ver. Neuropatia óptica hereditária de Leber pode causar cegueira total ou perda de visão grave desde o nascimento ou na infância.
Os recentes avanços no mapeamento do genoma humano identificaram outras causas genéticas de baixa visão ou cegueira. Um exemplo é a síndrome de Bardet-Biedl.

### Intoxicação
Raramente, a cegueira é causada pela ingestão de determinados produtos químicos. Um exemplo bem conhecido é o metanol, que é apenas levemente tóxico e minimamente intoxicante, mas não quando o etanol compete com o metabolismo, metanol decompõe-se em formaldeído e ácido fórmico substâncias que por sua vez pode causar cegueira, uma série de outras complicações de saúde e até a morte. O metanol é comumente encontrado em bebidas alcoólicas, o álcool etílico desnaturado, para evitar pagar impostos sobre a venda de etanol destinados ao consumo humano. Álcool etílico é por vezes usado por alcoólatras como um substituto desesperado e barato para bebidas alcoólicas.

### Ações intencionais
Cegueira tem sido usada como um ato de vingança e tortura em alguns casos, para privar uma pessoa de um sentido importante pelo qual ela pode guiar-se ou interagir com o mundo, agir com total independência e estar ciente dos acontecimentos que os rodeiam. Um exemplo da esfera clássica é Édipo, que fura seus próprios olhos após perceber que cumpriu a terrível profecia sobre ele. Assassino de búlgaros, o imperador bizantino Basílio II Bulgaróctono cegou 15 mil prisioneiros, antes de libertá-los.
Em 2003, um tribunal antiterrorista paquistanês condenou um homem a ser cegado depois de ter realizado um ataque com ácido contra a sua noiva, que resultou em sua cegueira. A mesma sentença foi dada em 2009 para o homem que cegou Ameneh Bahrami.

## Recursos
Um estudo de 2008 publicado no New England Journal of Medicine testou o efeito do uso de terapia genética para ajudar a restaurar a visão de pacientes com uma forma rara de cegueira hereditária, conhecida como Neuropatia óptica de Leber ou NOL. A Neuropatia óptica de Leber danifica os receptores de luz na retina e normalmente começa a afetar a visão na infância, com piora da visão até a cegueira completa em torno da idade de 30 anos.
O estudo utilizou um vírus comum do resfriado para levar uma versão normal do gene chamado RPE65 diretamente nos olhos dos pacientes acometidos. Notavelmente todos os 3 pacientes com idades de 19, 22 e 25 responderam bem ao tratamento e relataram melhora da visão após o procedimento. Devido à idade dos pacientes e a natureza degenerativa do NOL a melhoria da visão dos pacientes em terapia genética é encorajadora para os investigadores. Espera-se que a terapia genética possa ser ainda mais eficaz em pacientes mais jovens que sofreram perda de visão limitada, bem como em outros indivíduos cegos ou parcialmente cegos.
Dois tratamentos experimentais para os problemas de retina incluem um substituto cibernética e transplante de células da retina fetal.

### Mobilidade
Muitas pessoas com sérias deficiências visuais podem se locomover de forma independente, usando uma ampla gama de ferramentas e técnicas. Especialistas em orientação e mobilidade são os profissionais que são treinados especificamente para ensinar as pessoas com deficiência visual como se locomover com segurança, confiança, e de forma independente em casa e na comunidade. Estes profissionais também podem ajudar as pessoas cegas na prática de locomoção em rotas específicas, que possam ser utilizadas, muitas vezes, como a rota da casa para uma loja.

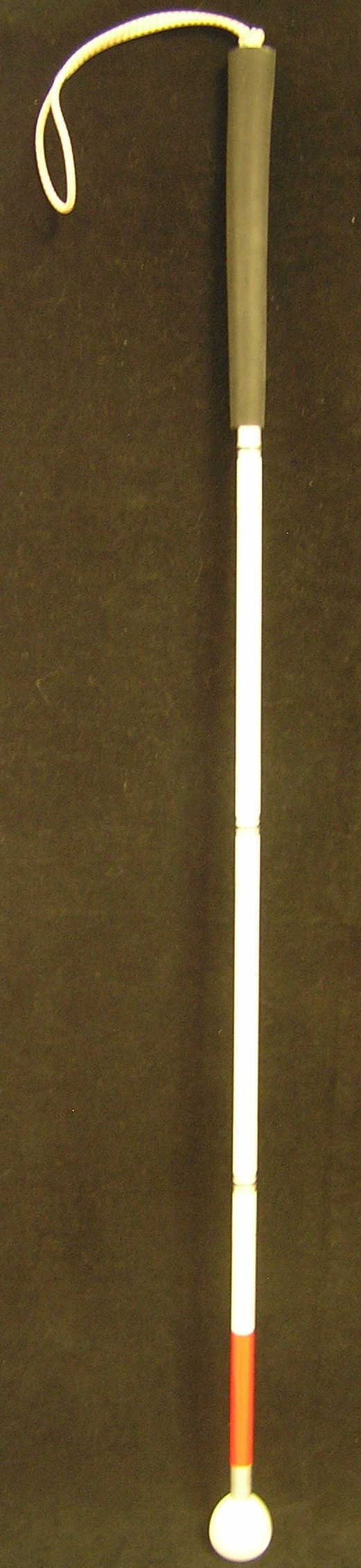
Uma bengala branca, o símbolo internacional da cegueira.

Ferramentas como a bengala branca com uma ponta vermelha — o símbolo internacional da cegueira — também podem ser usadas para melhorar a mobilidade. A bengala cano-longo é usada para aumentar o alcance da sensação de toque do usuário. Geralmente é usada com ela para baixo em um movimento de balanço, através do caminho planejado, para detectar obstáculos. No entanto, as técnicas para manuseio da bengala podem variar dependendo do utilizador e/ou da situação. Algumas pessoas com deficiência visual não possuem esses tipos de bengalas, optando pela menor e mais leve bengala de identificação (ID). Outros ainda necessitam de uma bengala de apoio. A escolha depende da visão do indivíduo, motivação e outros fatores.
Um pequeno número de pessoas utilizam cães-guia para ajudar em sua mobilidade. Estes cães são treinados para desviar de vários obstáculos, e indicar quando se torna necessário subir ou descer um degrau. No entanto, a utilidade dos cães-guia é limitado pela incapacidade de cães de entender os complexos caminhos. A metade humana da equipe traça o caminho, com base em habilidades adquiridas através da formação de mobilidade anterior. Neste sentido, o manipulador pode ser comparado ao navegador de uma aeronave, que deve saber como ir de um lugar para outro, e que o cão o piloto, que deve levá-los ao destino com segurança.
Algumas pessoas cegas usam GPS para deficientes visuais como ajuda em sua mobilidade. Esses softwares podem ajudar as pessoas cegas, com orientação e navegação, mas não é um substituto para ferramentas de mobilidade tradicionais, tais como bengalas brancas e cães-guia.
Tecnologia para permitir que pessoas cegas possam conduzir veículos motorizados começou a ser desenvolvida em 2011, por pesquisadores do Instituto Politécnico e Universidade Estadual da Virgínia, juntamente com a Federação Nacional dos Cegos dos Estados Unidos.
Ações do governo são algumas vezes tomadas para tornar lugares públicos mais acessíveis a pessoas cegas. O transporte público está disponível gratuitamente para os cegos em muitas cidades. Piso tátil e semáforos com autofalantes podem tornar mais fácil e mais seguro para os pedestres com deficiência visual atravessarem as ruas. Além de fazer regras sobre quem pode e não pode usar uma bengala, alguns governos obrigam que se de a preferência aos usuários de bengalas brancas ou cães-guia.

### Educação

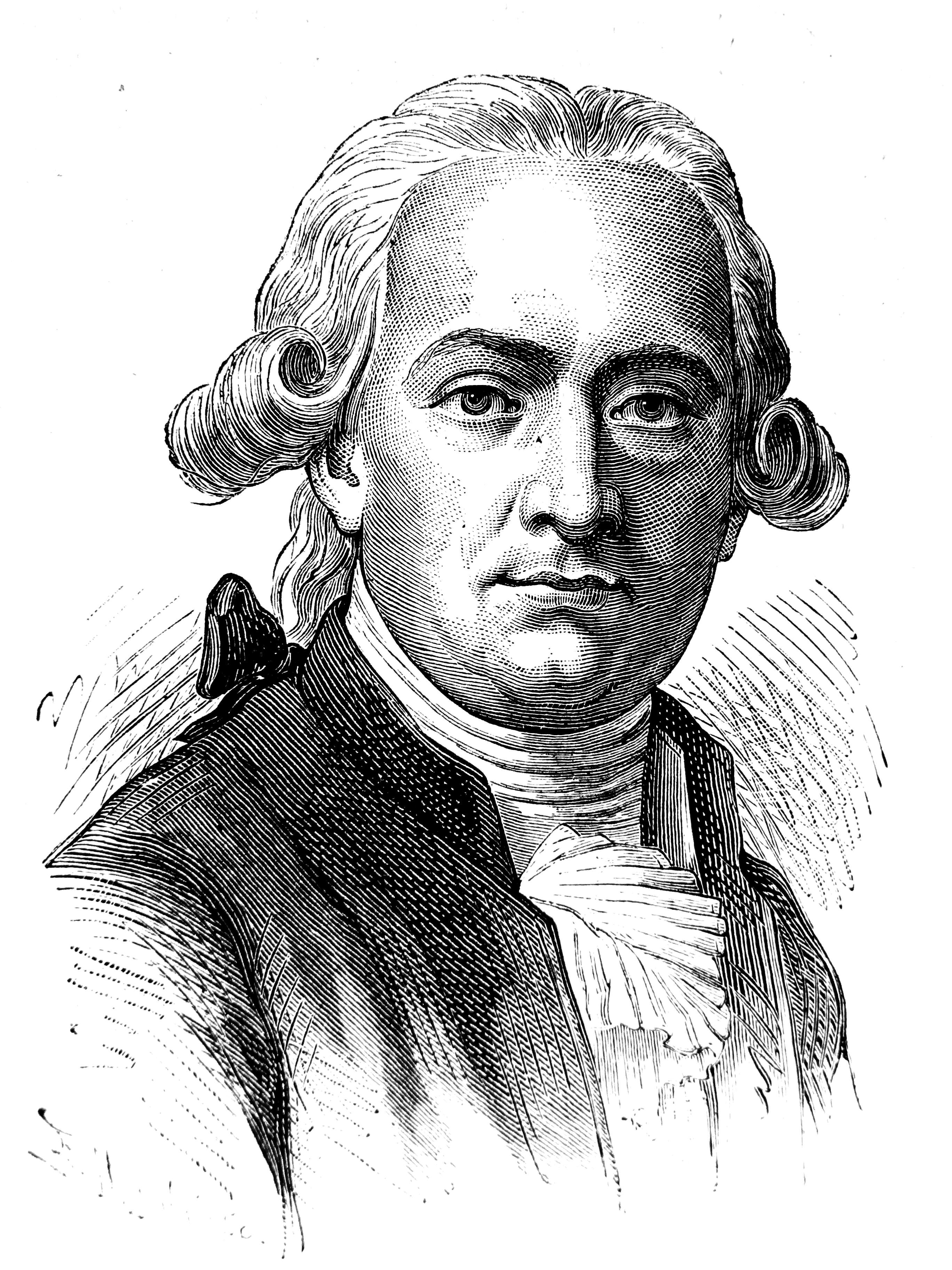
Valentin Haüy, o fundador da primeira escola para cegos no mundo.

O tema da cegueira e da educação incluiu abordagens da evolução e percepção pública da melhor forma de abordar as necessidades especiais de alunos cegos. A prática de institucionalização em asilos dos cegos tem uma história que remonta mais de mil anos, mas só no século XVIII que as autoridades criaram escolas para eles, onde as crianças cegas, particularmente aqueles mais privilegiadas, geralmente eram educadas em tais ambientes especializados. Essas instituições fornecem desde a formação profissional e a simples adaptação, bem como aprofundamento em assuntos acadêmicos oferecidos através de formatos alternativos. Literatura, por exemplo, foi sendo disponibilizada para alunos cegos por meio de relevo nas letras romanas.
Os antigos egípcios foram a primeira civilização a mostrar interesse nas causas e curas para a deficiência e, durante alguns períodos as pessoas cegas foram registrados como representando uma porção substancial dos poetas e músicos na sociedade.
A primeira escola destinada a preparação de alunos com deficiência visual foi fundada por Valentin Haüy, em 1784, na cidade de Paris, a Instituição Real para Jovens Cegos em Paris (hoje o Instituto Nacional para Jovens Cegos, o INJA). A primeira escola para cegos no Brasil foi o Imperial Instituto dos Meninos Cegos, fundado por Dom Pedro II no Rio de Janeiro, hoje o Instituto Benjamin Constant. Em Portugal a primeira instituição de ensino para cegos foi a Associação Promotora dos Ensino Cegos (APEC) que inaugurou sua primeira escola em 1888.

### Leitura e ampliação
A maioria dos deficientes visuais que não são totalmente cegos leem impressões, sejam de um tamanho normal ou aumentado por dispositivos de ampliação. Muitos também leem impressões ampliadas que é mais fácil para se ler sem nenhum tipo de dispositivo. Uma variedade de lentes de aumento, algumas portáteis e outras não, podem tornar a leitura mais fácil para eles.
Outros leem Braille (ou o raramente usado alfabeto da lua) ou contam com livros falados e leitores ou máquinas de leitura, que convertem texto impresso em fala ou em Braille. Eles usam computadores com hardware especiais, tais como scanners e monitores Braille, bem como software que escrevem especificamente para os cegos, como aplicativos de reconhecimento óptico de caracteres e leitores de tela.
Algumas pessoas acessam estes materiais através de agências para os cegos, como Bibliotecas para Cegos.
Circuitos fechados de televisão são equipamentos que aumentam e contrastam os itens textual, são uma alternativa mais "high-tech" do que dispositivos de ampliação tradicional.

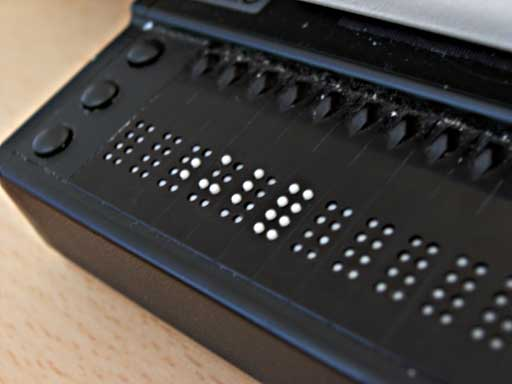
Um ecrã braille, o monitor para pessoas com deficiência visual.

Há também mais de 100 serviços de rádio para se ler em todo o mundo que proporciona às pessoas com deficiência visual leituras periódicas através do rádio. A Associação Internacional de Serviços de Informação de Áudio fornece links para todas essas organizações.

### Computadores
Acesso a tecnologias, tais como leitores de tela, ampliadores de tela e monitores Braille permitem aos cegos a usar aplicações informáticas e telefones celulares. A disponibilidade de tecnologia assistiva está aumentando, acompanhada de esforços concertados para garantir a acessibilidade das tecnologias de informação a todos os potenciais utilizadores, incluindo os cegos. Versões mais recentes do Microsoft Windows incluem um Assistente de Acessibilidade e Lupa para aqueles com visão parcial, e Microsoft Narrator, um leitor de tela simples. Distribuição Linux (como CDs ao vivo) para cegos incluem Oralux e Knoppix, este último desenvolvido em parte por Adriane Knopper, que tem uma deficiência visual. Mac OS também vem com um leitor de tela embutido, chamado de VoiceOver.
O movimento em direção à maior acessibilidade da web está abrindo um número muito maior de sites para tecnologia adaptativa, tornando a web um lugar mais convidativo para deficientes visuais.
Modificações na produção visual que incluem letras grandes e/ou limpar gráficos simples pode ser um benefício para os usuários com alguma visão residual.

### Máquina de leitura
Uma máquina de leitura para pessoas com deficiência visual ou analfabeta disponibiliza qualquer documento impresso ou digital para ser acessado na forma de saída de fala. As máquinas de leitura, em geral, usam câmeras ou scanners para capturar imagens de texto, a tecnologia de reconhecimento óptico de caracteres (OCR) para traduzi-lo para o formato digital e, em seguida, o software de texto para fala para falar o que vêem. Depois que o texto impresso é transformado em formato digital, há várias maneiras de acessá-lo.
Máquinas de leitura independentes não precisam estar conectadas a um computador, portanto podem representar uma boa opção portátil.
Em smartphones, as funções de leitura e reconhecimento agora são recursos padrão de muitos aplicativos populares, incluindo Dropbox, Microsoft Office Lens e Google Lens. Algumas empresas estão indo mais longe. Por exemplo, a leitura automática de texto é apenas um dos muitos recursos disponíveis gratuitamente no aplicativo Microsoft Seeing AI para iPhone e iPad. Alguns aplicativos mais intimamente associados à identificação também vêm com recursos de leitura.
Os suportes de digitalização, como o Giraffe Reader, podem ser úteis para pessoas que acham difícil alinhar a câmera corretamente. Esses estandes portáteis reproduzem as vantagens de usabilidade das máquinas de leitura tradicionais, segurando smartphones para que o material impresso possa ser guiado para a posição abaixo.

### Outros tipos de ajudas e técnicas

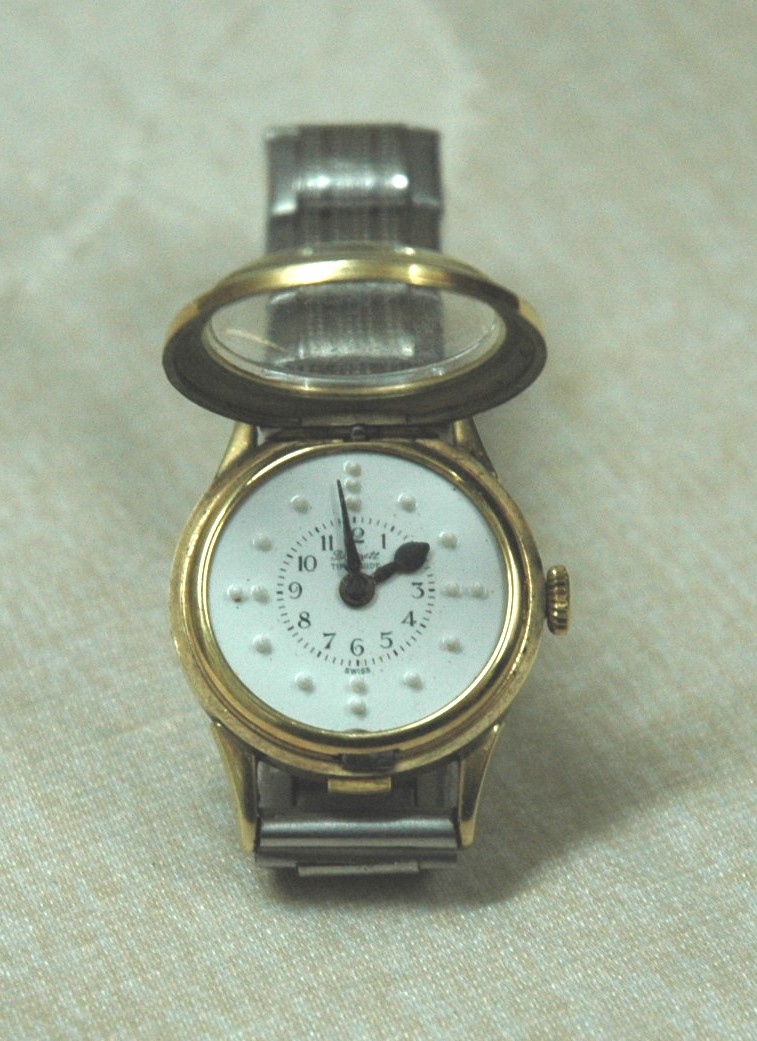
Relógio para deficientes visuais

Pessoas cegas podem usar equipamentos que falam como termômetros, relógios, balanças, calculadoras, e bússolas. Eles também podem ampliar ou colocar marcadores em dispositivos tais como fornos e termostatos para torná-los utilizáveis. Outras técnicas usadas por pessoas cegas para auxiliá-los nas atividades diárias incluem:
- Adaptações de moedas e cédulas para que o valor possa ser determinado pelo toque. Por exemplo:
  - Em algumas moedas, como o euro, a libra esterlina e a rupia indiana, o tamanho de uma nota varia de acordo com o seu valor.
  - Algumas notas têm uma característica tátil para indicar denominação. Por exemplo, o recurso a moeda canadense tátil é um sistema de pontos em relevo em um canto, baseado no Braille.
  - As moedas da segunda família do real possuem tamanhos e espessuras diferentes, algumas sendo serrilhadas nas bordas, para poderem ser identificadas pelo tato.[47] As novas cédulas do real possuem tamanhos diferentes e terão marcas táteis em relevo aprimoradas em relação às da primeira família, para auxílio no reconhecimento do valor do dinheiro pelos deficientes visuais.[48]
  - Também é possível dobrar notas de diferentes maneiras para ajudar o reconhecimento.
- Rotulagem e etiquetagem de roupas e outros itens pessoais;
- Colocação de diferentes tipos de alimentos em diferentes posições em um prato;
- Controles de marcação em eletrodomésticos.

A maioria das pessoas, uma vez que foram deficientes visuais por tempo suficiente, elaboram suas próprias estratégias de adaptação em todas as áreas de gestão pessoal e profissional.

## Epidemiologia
A OMS estima que em 2002 havia 161 milhões de pessoas com deficiência visual no mundo (cerca de 2,6% da população total). Deste número 124 milhões (cerca de 2%) tinham baixa visão e 37 milhões (cerca de 0,6%) estavam cegos. Em ordem de freqüência as principais causas foram catarata, erros refrativos não corrigidos (miopias, hipermetropias, ou astigmatismos), glaucoma e degeneração macular relacionada à idade. Em 2000, o número de pessoas cegas no Brasil foi estimado em 0,4 a 0,5% da população, ou seja, 4 a 5 por cada mil. Considerando-se na época a população brasileira de 160 milhões de habitantes, estima-se existirem 640 000 cegos no país. Em Portugal, no ano de 2008, existiam entre 130 e 140 mil cegos, 1% da população.

## Sociedade e cultura

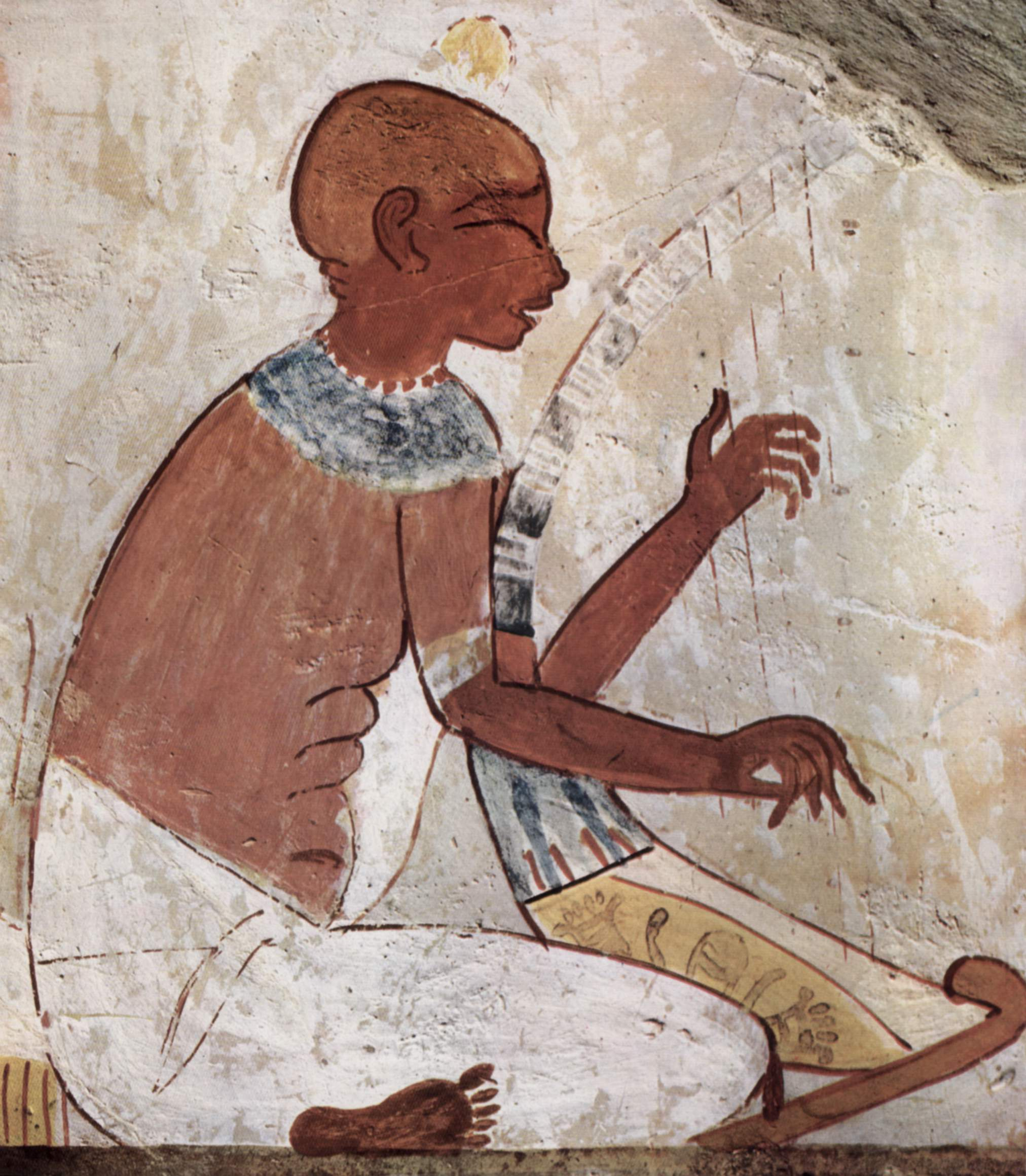
No Império Médio (2040-1640 a.C.) do Antigo Egito harpistas cegos foram retratados nas paredes de tumbas.

### Legislação
A fim de determinar quais as pessoas podem necessitar de assistência especial por causa de sua deficiência visual, várias jurisdições governamentais formularam definições mais complexas, conhecida como "cegueira legal".
No Brasil, "cegueira legal" é quando a acuidade visual é igual ou menor que 0,05 (20/400) no melhor olho, com a melhor correção óptica;. Em muitos lugares, as pessoas com acuidade média, que, no entanto têm um campo visual inferior a 20 graus (o normal é 180 graus) também são classificadas como sendo legalmente cegas. Cerca de dez por cento daqueles considerados legalmente cegos, por qualquer medida, não têm visão. O resto tem alguma visão, e percepção de luz, uma acuidade relativamente boa. Visão subnormal é por vezes utilizado para descrever acuidade visual de 20/70 a 20/200.

### Na literatura e nas artes
Diferentes culturas através da história têm retratado a cegueira de formas diferentes; para os gregos, por exemplo, era um castigo dos deuses, para o qual o indivíduo afligido muitas vezes recebia uma compensação na forma do gênio artístico. A literatura judaico-cristã trata a cegueira como um defeito; e só através do amor de Deus uma cura poderia o se manifestar, quando os olhos de um indivíduo afligido entrasse em contato com um homem santo ou relíquia. Quase sem exceção na literatura antiga as pessoas cegas poderiam trazer esta condição sobre si por causa de pecados ou ofensas contra os deuses, mas nunca foram os únicos instrumentos para sua reversão.
É impossível fazer uma generalização sobre como os cegos foram tratados na literatura,—eles foram maravilhosos, talentosos, maus, maliciosos, ignorantes, sábios, indefesos, inocentes, ou onerosos dependendo da história—mas sempre a cegueira foi dita como uma perda que deixa uma marca que não se apaga no caráter de uma pessoa.
Mesmo pioneiros no treinamento dos cegos, como Dorothy Harrison Eustis, abrigavam estereótipos negativos sobre eles. Pessoas cegas estavam, em sua opinião, tão acostumadas a esperar dos outros a ponto de serem passivas e melancólicas.
Father Thomas Carroll, que fundou o Carroll Centre for the Blind (Centro para cegos Carroll), escreveu o livro Blindness: What It Is, What It Does and How to Live with It  (Cegueira: O Que É, O Que Ela Faz e Como Conviver com ela) em 1961. Nela, ele caracteriza a cegueira como sendo 20 perdas, e como a "morte" do indivíduo que enxergava.

#### Na antiguidade
No mito grego, Tirésias era um profeta famoso por sua clarividência. De acordo com um mito, ele foi cegado pelos deuses como castigo por ele ter revelado seus segredos, enquanto outro afirma que ele foi cegado como punição por ver Atena nua enquanto ela estava se banhando. Em a Odisseia, o ciclope Polifemo captura Ulisses, que cega-o, para poder escapar. Na mitologia nórdica, Loki engana o Deus cego Hoder fazendo-o matar seu irmão Balder, o Deus da felicidade.

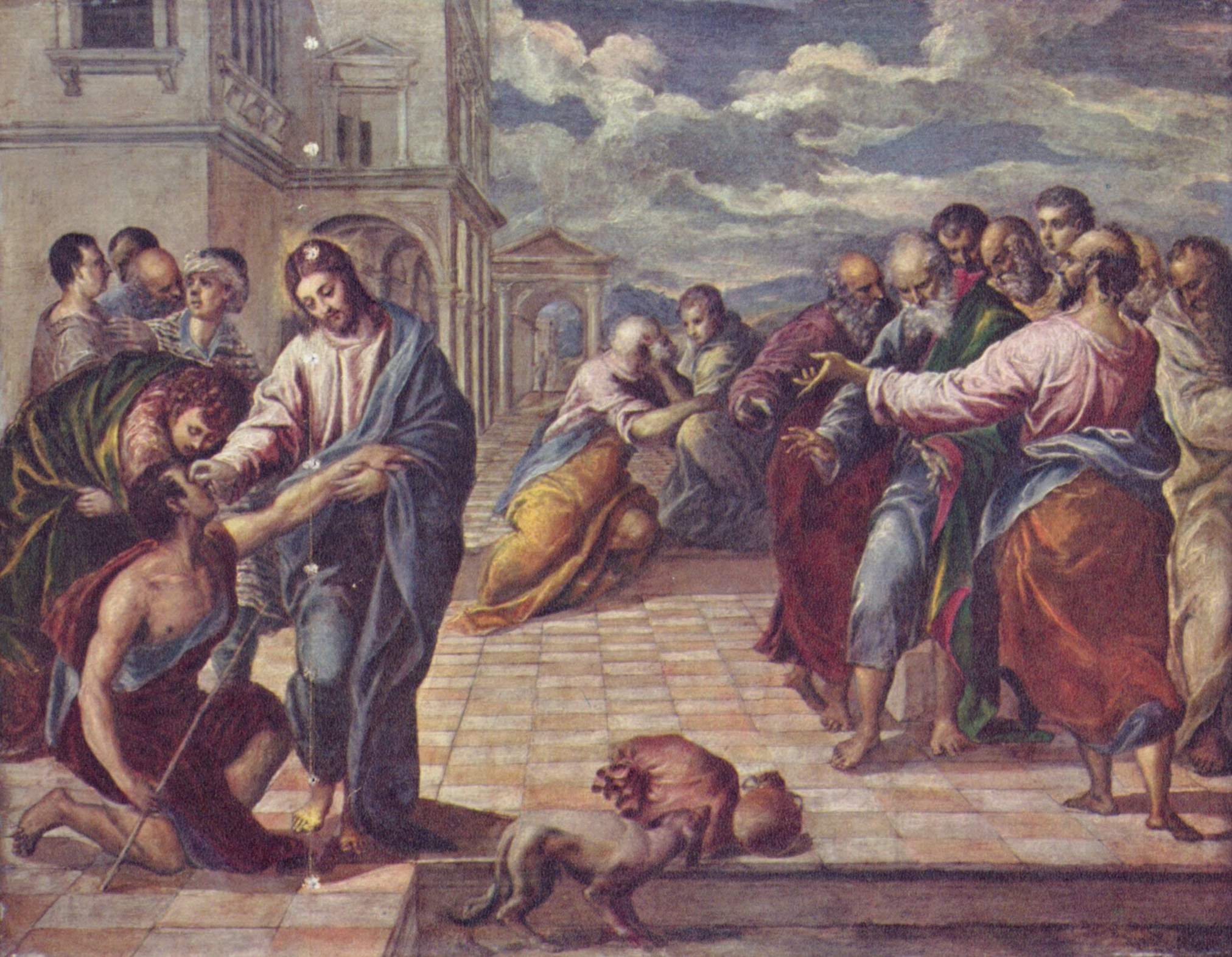
Jesus curando um cego de nascença, de El Greco.

No Novo Testamento contém numerosos exemplos de Jesus realizando milagres para curar os cegos. De acordo com os Evangelhos, Jesus curou os dois cegos da Galileia, o cego de Betsaida, o cego de Jericó e o homem que nasceu cego.
A parábola os cegos e um elefante cruzou entre muitas tradições religiosas e faz parte do Jainismo, Budismo, Sufismo e Hinduísmo. Em várias versões do conto, um grupo de cegos (ou homens no escuro) tocam em um elefante para aprenderem o que é. Cada um se sente uma parte diferente, mas apenas uma parte. Eles, então, comparam o que sentiram e descobrem que eles estão em completo desacordo.
"Three Blind Mice" (lit. "Três Ratos Cegos") é uma cantiga de roda medieval inglesa sobre três ratos cegos, cujas caudas são cortadas após perseguirem a mulher do fazendeiro. O trabalho é explicitamente incongruente, terminando com o comentário Você já viu tal visão em sua vida, Como três ratos cegos?

#### Na época contemporânea
John Milton que se tornou cego na meia-idade, compôs On His Blindness (lit. Em Sua Cegueira), um soneto sobre como lidar com a cegueira. A obra postula que [aqueles] que conseguissem o urso mais manso [para Deus], seriam os melhores para servi-lo.
O pintor e gravador neerlandês Rembrandt muitas vezes mostravam cenas do apócrifo livro de Tobias, que conta a história de um patriarca cego que é curado por seu filho, Tobias, com a ajuda do arcanjo Rafael.
John Newton compôs o hino Amazing Grace sobre um infeliz que dizia "eu estava perdido, mas agora fui encontrado, estava cego, mas agora vejo." Cegueira, neste sentido, é usada tanto metaforicamente (para se referir a alguém que era ignorante, mas depois se tornou conhecedor) e, literalmente, como uma referência para aqueles curados na Bíblia. Nos últimos anos de sua vida, Newton se tornaria cego.
A música hino da luta pelos direitos civis "Blowin' in the Wind" de Bob Dylan duas vezes faz alusão à cegueira metafórica: Quantas vezes pode um homem virar sua cabeça / / e fingir que ele simplesmente não vê... Quantas vezes precisará um homem olhar para cima / / Antes que ele possa ver o céu?

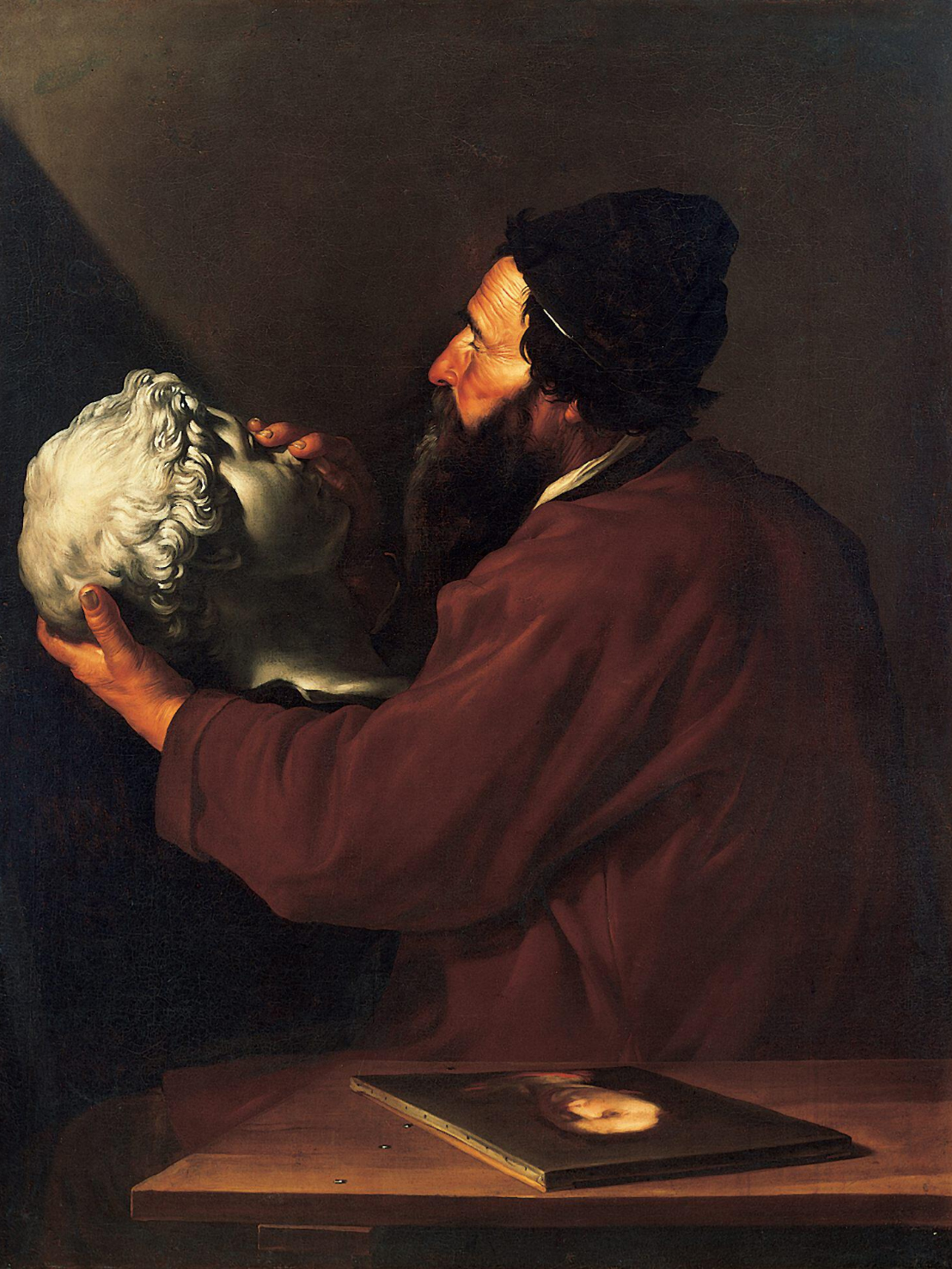
Tacto por José de Ribera retrata um cego segurando uma cabeça de mármore em suas mãos.

A ficção contém numerosos personagens cegos conhecidos. Alguns desses personagens podem "ver" por meio de dispositivos fictícios, como o super herói da Marvel Comics o Demolidor, que podem "ver" através de sua acuidade auditiva super-humana, ou Geordi La Forge de Star Trek que pode ver, com o auxílio de um VISOR, um dispositivo fictício que transmite sinais ópticos para seu cérebro.
No Brasil, diversos filmes têm como protagonista uma pessoa cega, entre eles os curtas metragens A Pessoa é para o que Nasce (1998), de Roberto Berliner, Cão Guia (1999), de Gustavo Acioli, O Cego Estrangeiro (2000), de Marcius Barbieri, Messalina (2004), de Cristiane Oliveira, Eu não Quero Voltar Sozinho (2010), de Daniel Ribeiro e os longas metragens O Cego que Gritava Luz (1997), de João Batista de Andrade, A Pessoa é para o que Nasce (2002), de Roberto Berliner e Leonardo Domingues, Sentidos à Flor da Pele (2008), de Evaldo Mocarzel e Hoje Eu Quero Voltar Sozinho (2014), de Daniel Ribeiro.

### Esportes

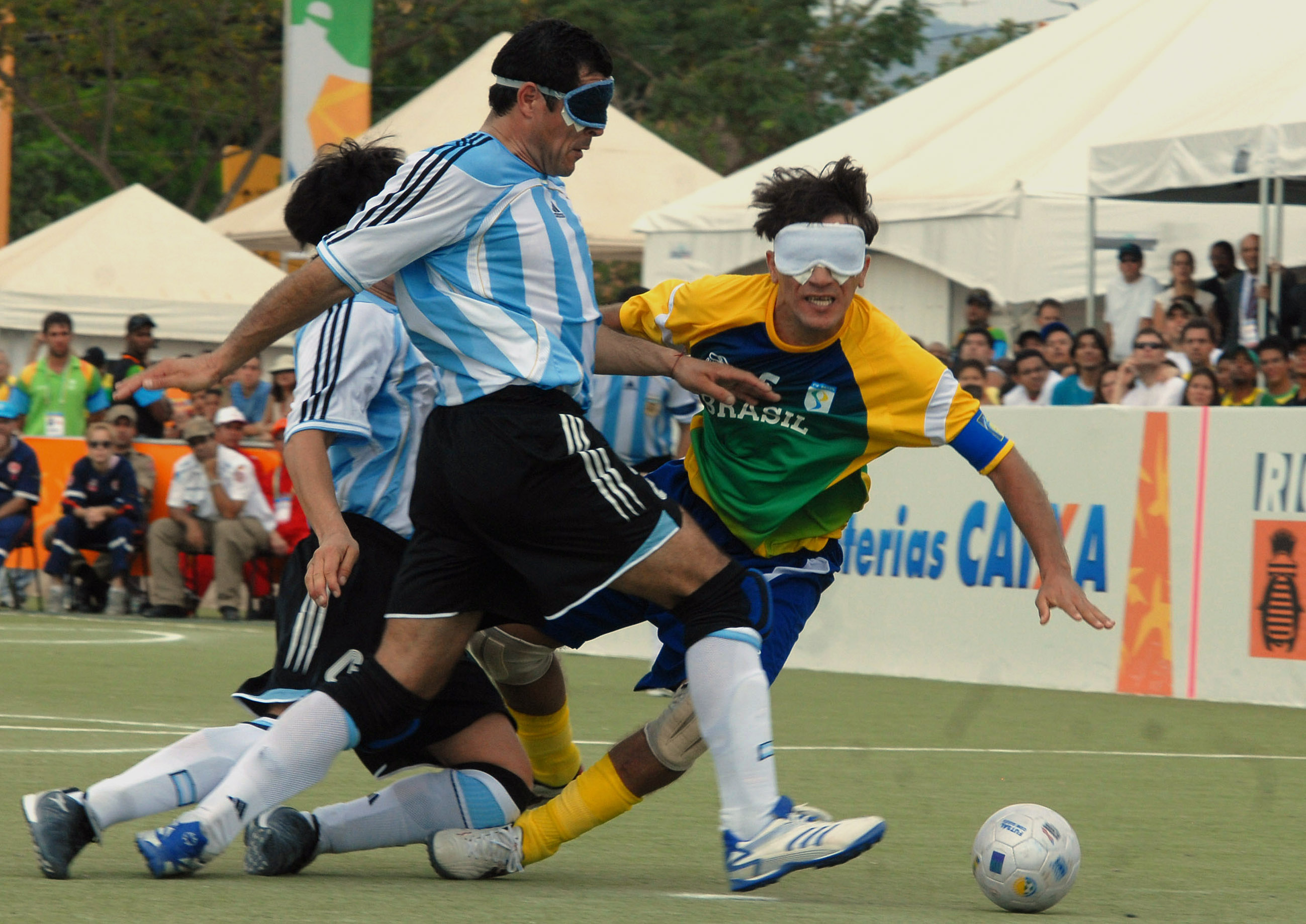
Futebol de cinco, tipo futebol adaptado para deficientes visuais.

Pessoas cegas e com visão parcial praticam esportes como natação, esqui na neve, e atletismo. Alguns esportes foram inventados ou adaptados para cegos, como golbol, futebol de cinco, críquete, judô e golfe. A autoridade mundial em esportes para cegos é a Federação Internacional de Desportos para Cegos (IBSA). Pessoas com deficiência visual participam dos Jogos Paralímpicos desde o Jogos Paralímpicos de Verão de 1976 em Toronto.

### Usos metafóricos
A palavra "cego" (adjetivo e verbo) é frequentemente utilizada com o significado de falta de conhecimento de algo. Por exemplo, um encontro às cegas é uma data em que as pessoas envolvidas não foram previamente conhecidas; um experimento cego é aquele onde nem o examinado nem o examinador sabe o que está sendo utilizado como variável em um dado momento. A expressão "cego guiando cego" refere-se a pessoas incapazes de liderar outras pessoas incapazes, expressão que tem origem religiosa (vide O cego levando o cego). Um "ponto cego" é uma área em que alguém não pode ver, por exemplo, onde um motorista de carro não pode ver porque parte de carroçaria do seu carro estão no caminho. A expressão "o amor é cego" diz que se deve olhar não só para a beleza exterior da pessoa.

### Ditados populares
Muitos ditados populares usam a cegueira tanto de forma metafórica quanto real. "Mais perdido do que cego em tiroteio" é um ditado popular atribuído a pessoas que não conseguem entender algo. "Em terra cego, quem tem um olho é rei" é outro dito, que refere-se a elevação de pessoas se comparadas a outras de pouco valor, por exemplo em uma área onde a procura por mão de obra qualificada é muita escassa, uma pessoa qualificada mesmo que minimamente já é muito boa. "O pior cego é aquele que não quer ver" fala sobre as pessoas que se recusam aceitar verdade. "Mais vale ser cego dos olhos do que do coração" é um provérbio árabe que enfatiza o amor.

## Aspecto filosófico
Denis Diderot, um dos mais radicais filósofos materialistas dentro do Iluminismo, escreveu acerca da deficiência visual em sua Carta sobre os cegos para o uso dos que veem (1749), em que o autor reflete constantemente sobre o modo como um cego adquire conhecimento. Nela, diz-se que fora entrevistado Puiseaux, um cego congênito, e a ele são feitas inúmeras perguntas para tentar compreender como ele vive e conhece tudo ao seu redor.
Diderot chega ao raciocínio, por exemplo, de que os cegos são "amigos da ordem", ou seja, tornam-se indivíduos organizados pois estão mais propensos a perderem os seus objetos - e, assim, as pessoas que convivem com eles acabam adquirindo o mesmo hábito de organização.
A respeito de outros aspectos, como a memória e a abstração, ele conclui que os deficientes visuais as desenvolvem melhor do que aqueles que possuem o sentido da visão: a memória porque os cegos conseguem relembrar a sensação dos corpos com muito mais facilidade, mesmo quando os objetos já não estão mais presentes adiante; a abstração porque os cegos têm melhor capacidade de separar as qualidades dos corpos, enquanto os que veem podem fazer uma separação insuficiente.
Durante todo o contexto da obra, o questionamento gira em torno da relação entre o homem e sua razão e o processo de construir conhecimento mediante os sentidos, e o pensador não nega que nos haja grandes feitos através dos órgãos e dos sentidos. Quando perguntado se gostaria de poder enxergar, o cego afirma que preferia possuir braços mais longos, mãos mais hábeis a ter a capacidade da visão. Isso mostra o quanto o deficiente está ligado ao tato e acaba se adaptando às ferramentas que possui para poder conhecer.
Há no texto também outras abordagens. Fala-se sobre Nicholas Saunderson, um importante matemático inglês que, apesar de cego, possuía, sem dúvida, grande habilidade no campo. Além disso, reflete-se a respeito da cirurgia de catarata e surgem diversas questões: o cego conseguirá ver logo após a cirurgia estar feita? Em caso afirmativo, ele estará apto a fazer distinção entre as figuras que se lhe apresentam? Essas e outras indagações mostram a relevância de pensar, através do aspecto filosófico, a deficiência e sua forma de estar no mundo e conhecê-lo.

## Animais cegos

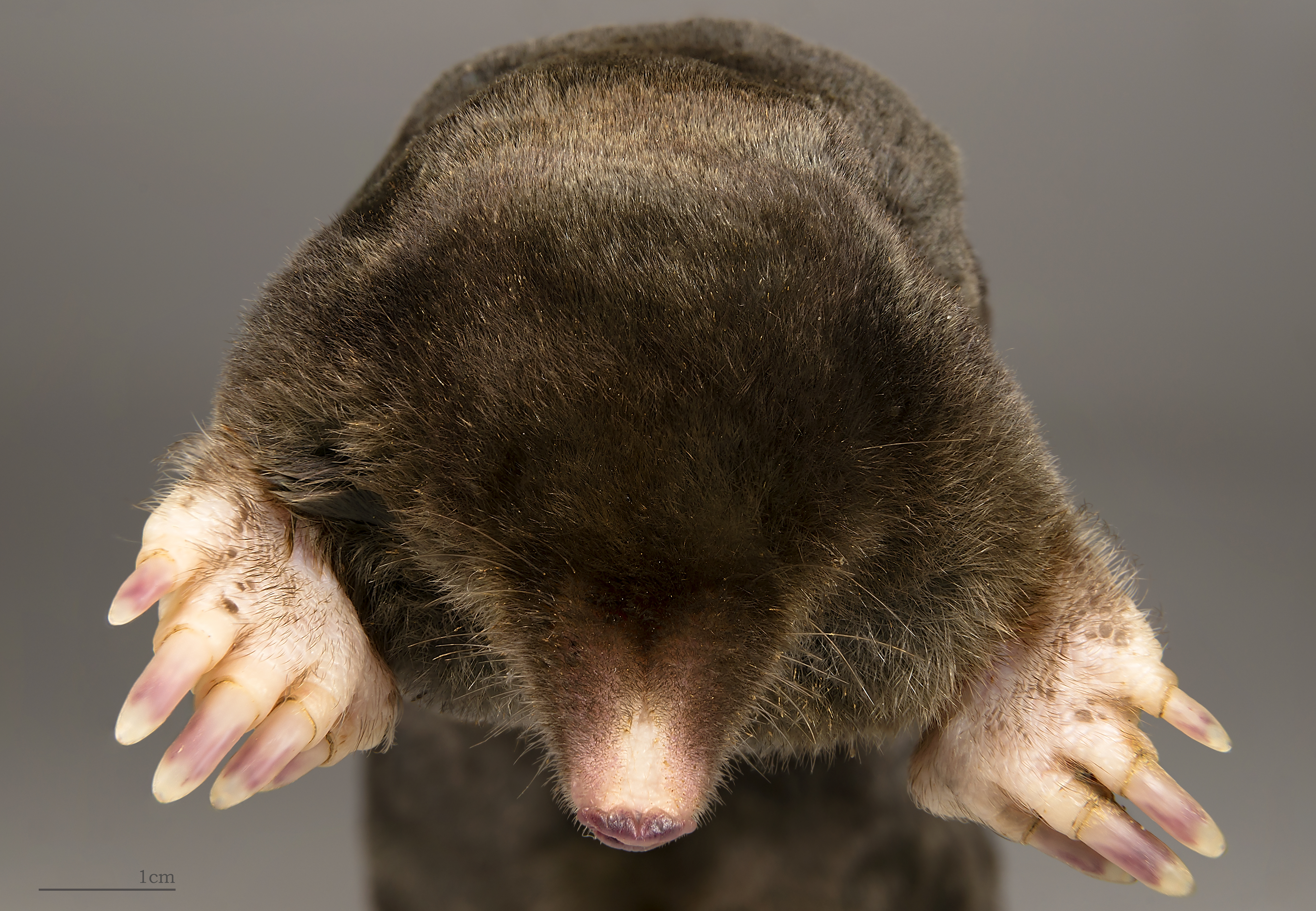
Uma toupeira cega

Declarações de que certas espécies de mamíferos "nasceram cegas" refere-se a eles nascerem com os olhos fechados e as suas pálpebras se fundirem; os olhos ainda abrem. Um exemplo é o coelho. Nos seres humanos as pálpebras são fundidas no período que antecede o nascimento, mas são abertas novamente antes da hora do nascimento normal, mas os bebês muito prematuros, às vezes, nascem com os olhos fechados, que se abrem mais tarde. Outros animais como o rato-toupeira cego são realmente cegos e dependem de outros sentidos.
Animais cegos, em geral incluem animais noturnos e animais do subterrâneo, mas há outros como o peixe-cego, o grilo-cego, a salamandra do Texas , os platelmintos camarão sem olhos, peixe sem olhos, o besouro-cego, o lagostim-cego, e alguns artrópodes, isópodos, copépodes e troglóbios.
Animais cegos tem sido um tema poderoso na literatura. Equus peça de Peter Shaffer conta a história de um menino que cega seis cavalos. Romance clássico de Theodore Taylor, The Trouble With Tuck é sobre uma adolescente, Helen, que treina seu cão cego a seguir e confiar em um cão-guia.